# شاب الظریف
محمد بن سلیمان تلمسانی شهرت‌یافته به شابَّ الظریف (به‌معنای: جوان/ـک نیک‌رو) و لقب‌گرفته به شمس‌الدین (۱۲۶۳ - ۱۲۸۹م) شاعر و نویسنده مصری مغربی‌اصل در سدهٔ هفتم هجری بود.

## زندگی
در ۱۰ جمادی‌الثانی ۶۶۱ق/ ۱۲۶۳م در قاهره زاده شد.در دمشق بزرگ شد، هنگامی که پدرش مباشر استیفای اموال خزینهٔ دولت بود. شاب الظریف نزدیک سی سالگی درگذشت و مرگش پیش از پدرش بود؛ در تابستان ۱۲۸۹م/ رجب ۶۸۸ق در دمشق. در آرامگاه صوفیان دفن شد.